# Hallelujah (bài hát của Leonard Cohen)
"Hallelujah" là ca khúc được sáng tác bởi ca sĩ người Canada, Leonard Cohen, được phát hành lần đầu tiên trong album Various Positions vào năm 1984. Chỉ có một thành công rất nhỏ lúc đầu, song ca khúc trở nên nổi tiếng toàn thế giới sau khi được John Cale rồi sau đó Jeff Buckley hát lại. Đây cũng chính là chủ đề của cuốn sách tiểu sử về Cohen The Holy or the Broken: Leonard Cohen, Jeff Buckley & the Unlikely Ascent of "Hallelujah" (2012) của Alan Light. Trong bài đánh giá của tờ New York Times, Janet Maslin đều đánh giá rất cao cuốn sách và ca khúc, cho rằng "Cohen đã mất rất nhiều năm để vật lộn với "Hallelujah"... Có lẽ ông đã viết tới 80 phần lời cho đoạn vào chính trước khi cất tiếng ca lên." Ca khúc này sau đó được hát lại bởi vô số nghệ sĩ, trong phòng thu hay trên sân khấu trình diễn, với khoảng ít nhất 300 dị bản đã được biết tới. Đây cũng là ca khúc được sử dụng nhiều trong các phần nhạc phim hay các cuộc thi tài năng truyền hình. "Hallelujah" được coi là một trong những ca khúc hay nhất mọi thời đại.